# Velika nagrada Riviere 1928
Velika nagrada Riviere 1928 je bila dirka za Veliko nagrado v sezoni 1928. Odvijala se je 1. aprila 1928 na cestnem dirkališču v francoskem mestu Cannes.

## Finale
R1 = do 1100  cm³, R2 = med 1100 in 1500 cm³, R3 = nad 1500 cm³, R4 = športni avtomobili.
| Poz | Št | Dirkač         | Moštvo    | Dirkalnik           | Krogi | Čas/Odstop |
| --- | -- | -------------- | --------- | ------------------- | ----- | ---------- |
| 1   | 58 | Louis Chiron   | Privatnik | Bugatti T35C (R3)   | 10    | 30:23,0    |
| 2   | 84 | Edward Bret    | Privatnik | Bugatti T35C (R3)   | 10    | +2:42,0    |
| 3   | 78 | René Dreyfus   | Privatnik | Bugatti T37A (R2)   | 10    | +4:39,2    |
| DNS | 77 | Henri Signoret | Privatnik | Salmson Sports (R4) |       |            |
| DNS | 54 | Henny de Joncy | Privatnik | BNC 527 (R4)        |       |            |

## Pred-dirke
Odebeljeni dirkači so se uvrstili v finale.

### Pred-dirka 1 (R4, nad 1500 cm³)
| Poz | Št | Dirkač           | Moštvo    | Dirkalnik         | Krogi | Čas/Odstop |
| --- | -- | ---------------- | --------- | ----------------- | ----- | ---------- |
| 1   | 44 | Pierre Bussienne | Privatnik | Sizaire           | 6     | 22:07,4    |
| 2   | 76 | Signoret         | Privatnik | Chenard & Walcker | 6     | +14,4 s    |
| 3   | 40 | Barrington White | Privatnik | Lorraine-Dietrich | 6     | +1:00,4    |

### Pred-dirka 2 (R4, do 1500 cm³)
| Poz | Št | Dirkač         | Moštvo    | Dirkalnik      | Krogi | Čas/Odstop |
| --- | -- | -------------- | --------- | -------------- | ----- | ---------- |
| 1   | 77 | Henri Signoret | Privatnik | Salmson Sports | 6     | 20:28,6    |
| 2   | 54 | Boccardi       | Privatnik | Amilcar Sports | 6     | +3:12,6    |
| 3   | 41 | Carasso        | Privatnik | BNC 527        | 6     | +3:23,4    |
| Ods | 46 | Routier        | Privatnik | Bugatti T37A   | 2     |            |

### Pred-dirka 3 (R3)
| Poz | Št | Dirkač       | Moštvo    | Dirkalnik         | Krogi | Čas/Odstop |
| --- | -- | ------------ | --------- | ----------------- | ----- | ---------- |
| 1   | 84 | Edward Bret  | Privatnik | Bugatti T35C (R3) | 6     | 18:14,0    |
| 2   | 58 | Louis Chiron | Privatnik | Bugatti T35C (R3) | 6     | +3,2 s     |

### Pred-dirka 4 (R2)
| Poz | Št | Dirkač           | Moštvo    | Dirkalnik  | Krogi | Čas/Odstop |
| --- | -- | ---------------- | --------- | ---------- | ----- | ---------- |
| 1   | 54 | Henny de Joncy   | Privatnik | BNC 527    | 6     | 20:44,8    |
| 2   | 43 | Benoit Falchetto | Privatnik | Tony spec. | 6     | +1,4 s     |
| 3   | 55 | C. Samud         | Privatnik | Salmson    | 6     | +1:35.2    |
| 4   | 52 | Henri Mathieu    | Privatnik | R.M. spec. | 6     | +2:37,6    |

### Pred-dirka 5 (R1)
| Poz | Št | Dirkač       | Moštvo    | Dirkalnik     | Krogi | Čas/Odstop |
| --- | -- | ------------ | --------- | ------------- | ----- | ---------- |
| 1   | 78 | René Dreyfus | Privatnik | Bugatti T37A  | 6     | 18:56,2    |
| Ods | 25 | Frank Tallet | Privatnik | Delfosse Cime | 2     |            |